# شپردزویل (ایندیانا)
شپردزویل (به انگلیسی: Shepardsville) یک منطقهٔ مسکونی در ایالات متحده آمریکا است که در شهرستان ویگو، ایندیانا واقع شده‌است. شپردزویل ۱۵۲ متر بالاتر از سطح دریا واقع شده‌است.